# Nazanin Boniadi

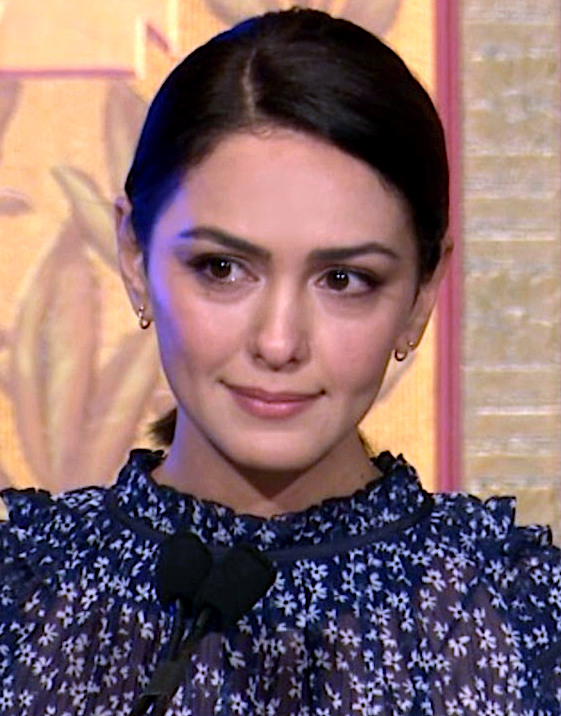
Nazanin Boniadi (2018)

Nazanin Boniadi (persisch نازنین بنیادی; * 22. Mai 1980 in Teheran) ist eine iranisch-britische Schauspielerin, die derzeit in den Vereinigten Staaten lebt und arbeitet.

## Leben
Boniadi wurde in der iranischen Hauptstadt Teheran geboren. Ihre Eltern übersiedelten mit ihr nach London, als sie noch ein Baby war. Als junges Mädchen spielte sie Violine und tanzte Ballett.
Nach der Schule zog sie in die Vereinigten Staaten, wo sie einen Bachelor (Honours) in Biologie an der University of California, Irvine (UCI) erlangte. An der UCI gewann sie den Chang Pin-Chun Undergraduate Research Award für molekularbiologische Forschungen im Zusammenhang mit Krebs-Behandlungen und Herztransplantationen. Sie war auch Assistenz-Chefredakteurin der medizinischen Studentenzeitung an der UCI, der MedTimes.
Boniadi hatte von November 2004 bis Januar 2005 eine Beziehung mit Tom Cruise, die sehr stark von Cruises Glaubensgemeinschaft, der Scientology-Kirche, geprägt war. 2010 entschied sie sich, Scientology zu verlassen, nachdem sie nach eigenen Angaben von mehreren führenden Mitgliedern ungerecht behandelt worden war. 2012 nahm sie gemeinsam mit anderen früheren Scientologen einen Rap-Song auf, der Kritik an Scientology zum Ausdruck brachte.

## Karriere
2006 entschied sich Boniadi, ihre wissenschaftliche Karriere zu beenden, und begann mit der Schauspielerei. Ihre erste große Rolle war die der Leyla Mir in der Seifenoper General Hospital sowie im Spin-off General Hospital: Night Shift. Damit wurde sie zur ersten im Iran geborenen Schauspielerin mit einem US-amerikanischen Seifenopern-Vertrag. Für diese Rolle wurde sie 2008 für einen NAACP Image Award nominiert.
Boniadi hatte auch Nebenrollen in mehreren großen Hollywood-Produktionen wie Der Krieg des Charlie Wilson, Iron Man und 72 Stunden – The Next Three Days. Ab Februar 2011 übernahm sie die Rolle der Nora in der Sitcom How I Met Your Mother, in der sie über mehrere Episoden eine Beziehung mit Barney Stinson (gespielt von Neil Patrick Harris) hat. Im November 2011 war sie gemeinsam mit George Clooney in einem Werbespot für Nespresso zu sehen.
In der dritten und vierten Staffel der preisgekrönten US-Serie Homeland übernahm sie die Rolle der CIA-Analystin Fara Sherazi. Im Januar 2020 wurde sie für die Fernsehserie Der Herr der Ringe: Die Ringe der Macht von Prime Video gecastet. In Staffel 1 der Serie spielt sie Bronwyn, eine menschliche Dorfheilerin aus Tirharad.
2017 wurde sie in die Academy of Motion Picture Arts and Sciences aufgenommen, die jährlich die Oscars vergibt.
September 2022 zog sie sich von der Schauspielerei zurück, um Aktivistin zu werden.

## Filmografie (Auswahl)

### Fernsehserien
- 2007: The Game (2 Folgen)
- 2007: General Hospital: Night Shift (13 Folgen)
- 2007–2009: General Hospital (119 Folgen)
- 2010: 24 (Folgen 8x15–8x16)
- 2010: Hawthorne (Folge 2x06)
- 2011: Suits (Folge 1x02)
- 2011, 2014: How I Met Your Mother (10 Folgen)
- 2012: CSI: Vegas (CSI: Crime Scene Investigation, Folge 12x14)
- 2012: Best Friends Forever (Folgen 1x05–1x06)
- 2013: Go On (Folge 1x13)
- 2013: Grey’s Anatomy (Folge 9x14)
- 2013–2014: Homeland (16 Folgen)
- 2014: Scandal (7 Folgen)
- 2018–2019: Counterpart (17 Folgen)
- 2022: Der Herr der Ringe: Die Ringe der Macht (The Lord of the Rings: The Rings of Power, Fernsehserie)

### Filme
- 2006: Kal: Gestern & Heute (Kurzfilm)
- 2007: Gameface
- 2008: Der Krieg des Charlie Wilson (Charlie Wilson’s War)
- 2008: Iron Man
- 2009: Diplomacy
- 2010: 72 Stunden – The Next Three Days (The Next Three Days)
- 2016: Zoolander 2
- 2016: Ben Hur (Ben-Hur)
- 2016: Passengers
- 2018: Hotel Mumbai
- 2019: Bombshell – Das Ende des Schweigens (Bombshell)